# Basilika St. Franziskus (Sucre)

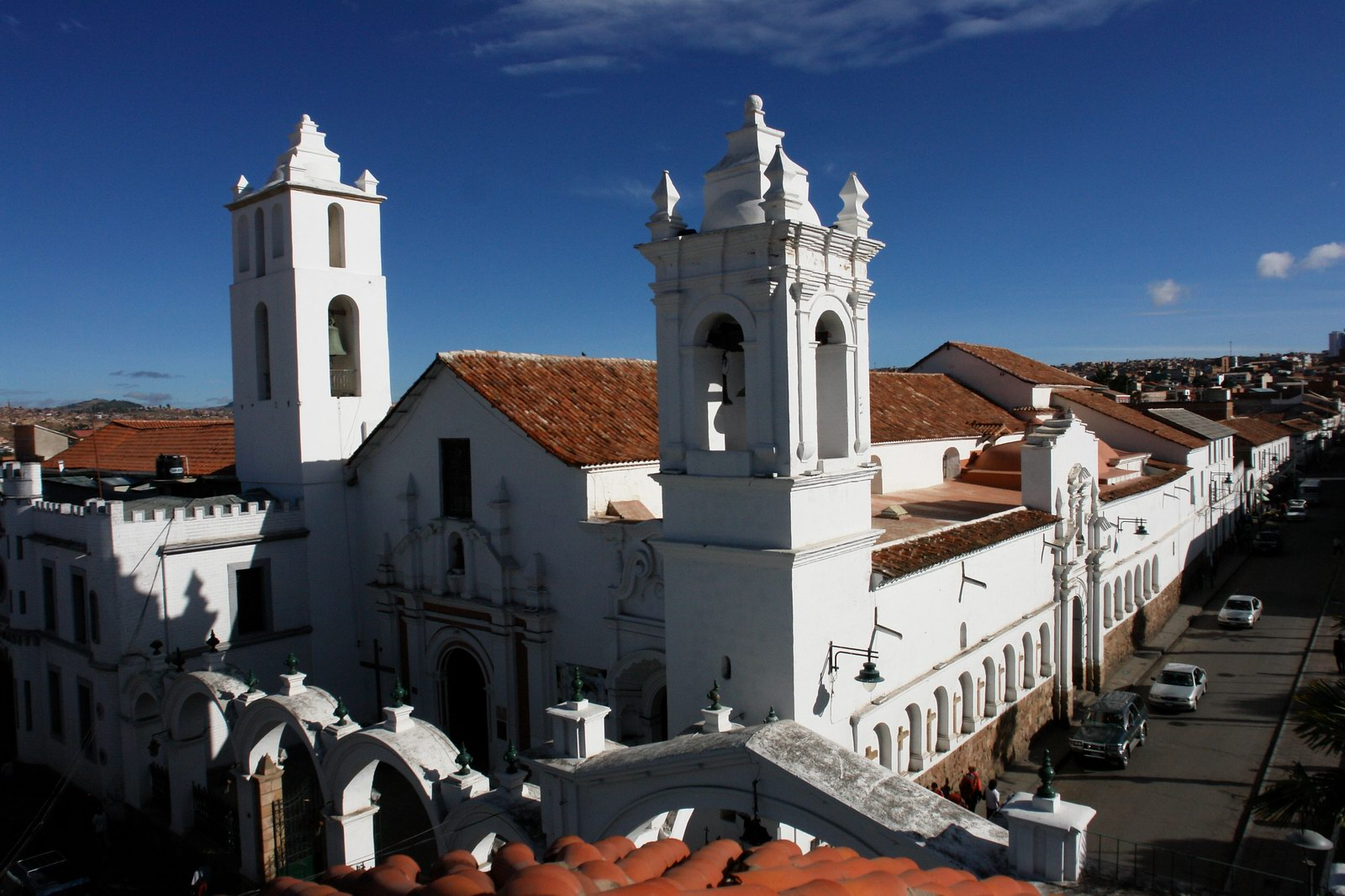
Außenansicht der Basilika

Die Basilika St. Franziskus (spanisch Basílica de San Francisco) ist eine römisch-katholische Kirche in Sucre, der konstitutionellen Hauptstadt  Boliviens. Die Kirche im Erzbistum Sucre ist Franz von Assisi gewidmet, sie trägt den Titel einer Basilica minor und ist als Teil des historischen Zentrums von Sucre UNESCO-Welterbe.

## Geschichte
Die Basilika von St. Franziskus wurde als Klosterkirche des Franziskanerordens 1539 bis 1581 im damaligen Chuquisaca gebaut. Zum gestifteten Areal für die Kirche wurde auch noch das Nachbargrundstück gespendet, um das Ordenskonvent dort zu bauen. Die Arbeit am Hauptschiff wurde 1580 beendet, und in einer Zeremonie wurden die Überreste der Gründer der Stadt von der Kapelle der Unbefleckten Empfängnis übertragen. Im folgenden Jahr wurde die Kirche San Francisco de Charcas geweiht, wobei der Bau der Seitenkapellen noch in den folgenden Jahren andauerte.
Die Kirche war Ort des Aufstandes von Chuquisaca am 25. Mai 1809, des „ersten Schreis der Freiheit in Amerika“, dem die südamerikanischen Unabhängigkeitskriege des 19. Jahrhunderts in Buenos Aires, Chile und Mexiko folgten. Auf dem Turm von San Francisco wurde die Glocke, die heute „Libertad“ genannt wird, ausführlich geleutet.
Im Jahr 1825 enteignete der zur Freimaurerloge gehörende Präsident Antonio José de Sucre die Franziskaner und übertrug Kloster und Kirche an die Gemeinde und das Kriegsministerium. So wurde die Kirche als Lager für Waffen und Munition genutzt. Er ordnete auch den Bau der Arkaden vor der Kirche an der Plaza de San Francisco an.
1868 wurde die Kirche wieder für katholische Gottesdienst genutzt. Im Jahr 1946 erfolgte eine Restaurierung von St. Franziskus unter Berücksichtigung der ursprünglichen Struktur der Kirche.
1996 wurde die Krypta der Kirche wiedereröffnet und die Bestattungen aus der Gründerzeit der Stadt wurden offengelegt.
Am 20. August 1999 erhob Papst Johannes Paul II. die Kirche in den Rang einer Basilica minor.

## Architektur
Die nüchterne Basilika hat ein zentrales und ein seitliches Kirchenschiff, zusammen mit dem auffälligen Unterschied zwischen seinen zwei Türmen ist sie ein völlig asymmetrische Bauwerk. Sie wurde im barocken Stil lateinamerikanischer Kolonialarchitektur errichtet. Die weiß gekalkte Kirche besitzt nur bescheidene Dekorationen an den Innen- und Außenwänden, während sich die Pracht in den Altarbildern konzentriert. Die prachtvollen und blattvergoldeten Altaraufsätze stammen aus dem 18. Jahrhundert, ihre überbordende Dekoration ist charakteristisch für den Barock. Bemerkenswert ist die Kassettendecke des Giebeldachs, die aus Holz gefertigt und mit intensiven Farben und Gold bemalt ist.